# Anisophyllea madagascarensis
Anisophyllea madagascarensis är en tvåhjärtbladig växtart som beskrevs av Li Bing Zhang, Xin Chen och H.He. Anisophyllea madagascarensis ingår i släktet Anisophyllea och familjen Anisophylleaceae. Inga underarter finns listade i Catalogue of Life.